# Улица Безручова (Братислава)
Улица Безручова — улица в Братиславе, в историческом районе Старе-Место, в квартале Франца Иосифа.
В 1904 году улица называлась Ранесова (нем. Raneysgasse, венг. Raneys István utca), в честь Штефана (Иштвана) Райнеса (словац. Stefan Ranes) — бургомистра Братиславы в XIII веке, когда венгерский король Андраш III даровал Братиславе герб и статус города. В 1945 году она была переименована в честь чешского писателя Петра Безруча.
Улица тянется с севера на юг, от улицы Грёсслинга до проспекта Достоевского, пересекает улицы Гайова и Добровича; перпендикулярно ей проходит улица Сенкевича, параллельно проходят улицы Альжбетинская и Ломоносова. Неподалёку находится площадь Шафарика.

## История
Ранее на месте улицы протекал Млынский поток, рукав Малого Дуная.
С 1906 по 1908[уточнить] годы архитектор Эдён Лехнер возвёл на улице приходскую церковь Святой Елизаветы (Голубой костёл), национальный памятник культуры Словакии.
В 1931 году началась плановая застройка улицы. В 1936 году по архитектурному проекту Алоиса Балана и Иржи Гроссманна было построено здание районной страховой поликлиники, а в 1937 году — больница. Оба здания являются национальными памятниками культуры Словакии. В 2016 году оба здания планировалось реконструировать.

## Фотогалерея

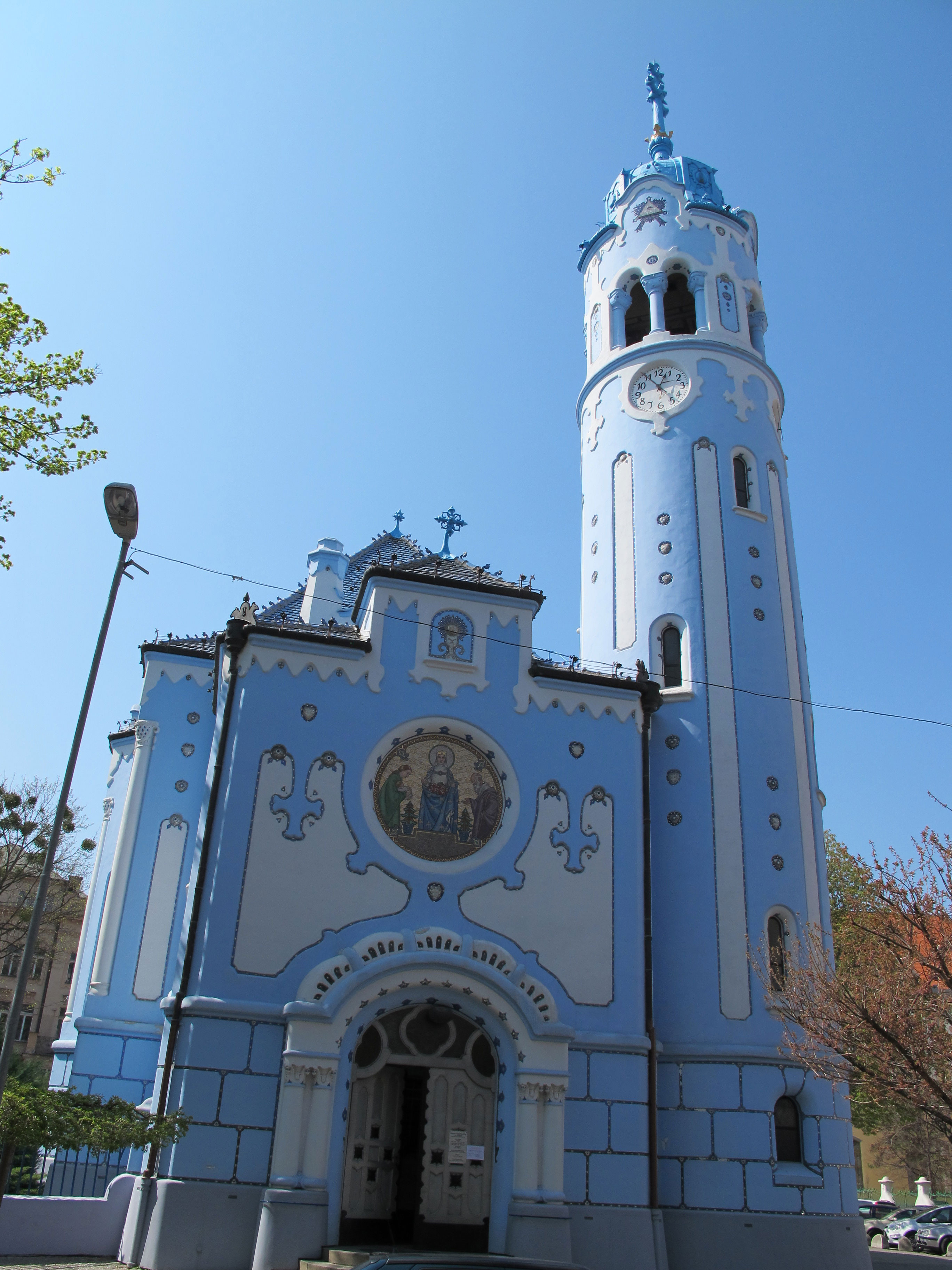
Голубой костёл
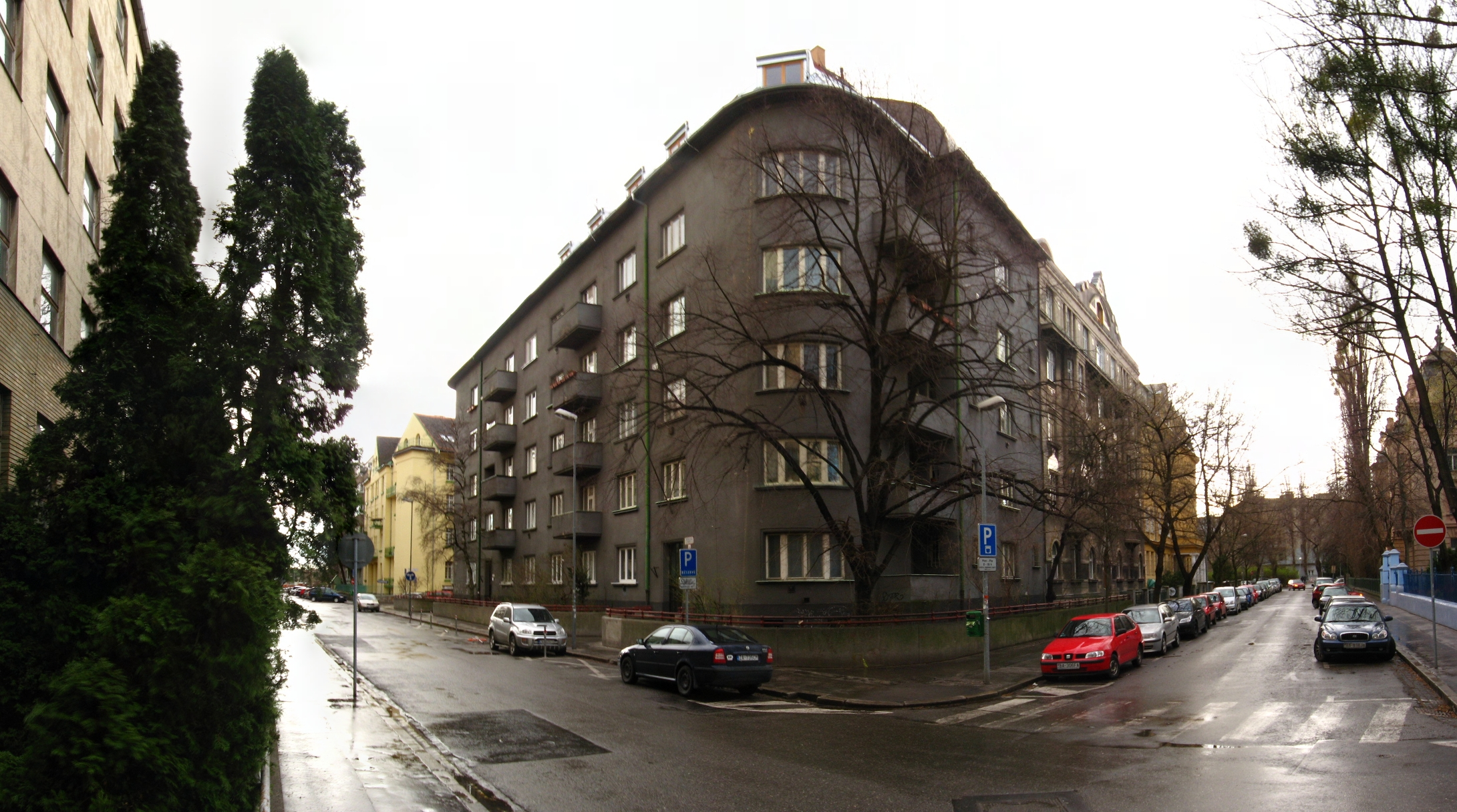
Дома 4 и 6 по улице Безручова
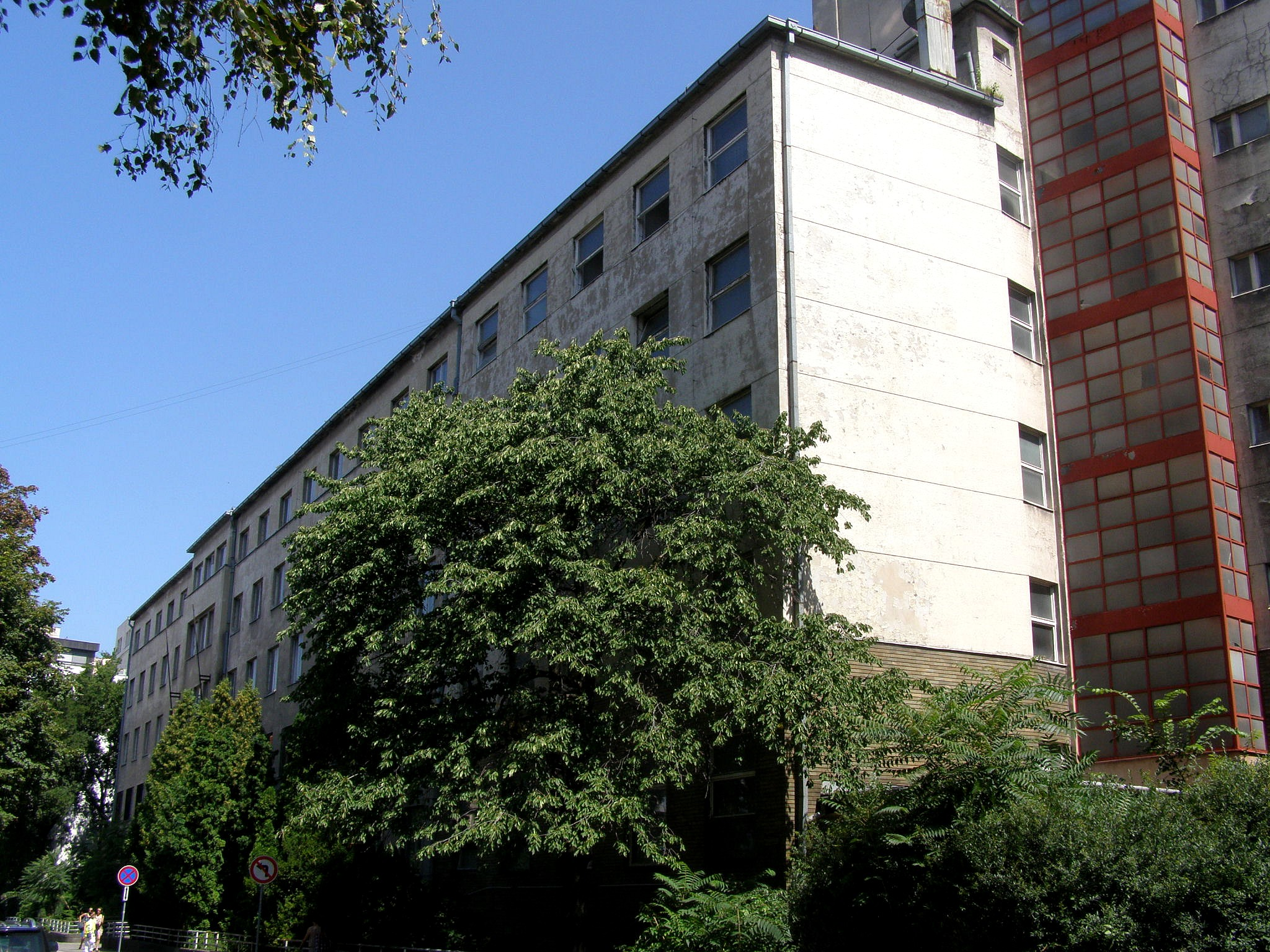
Безручова 5, здание больницы
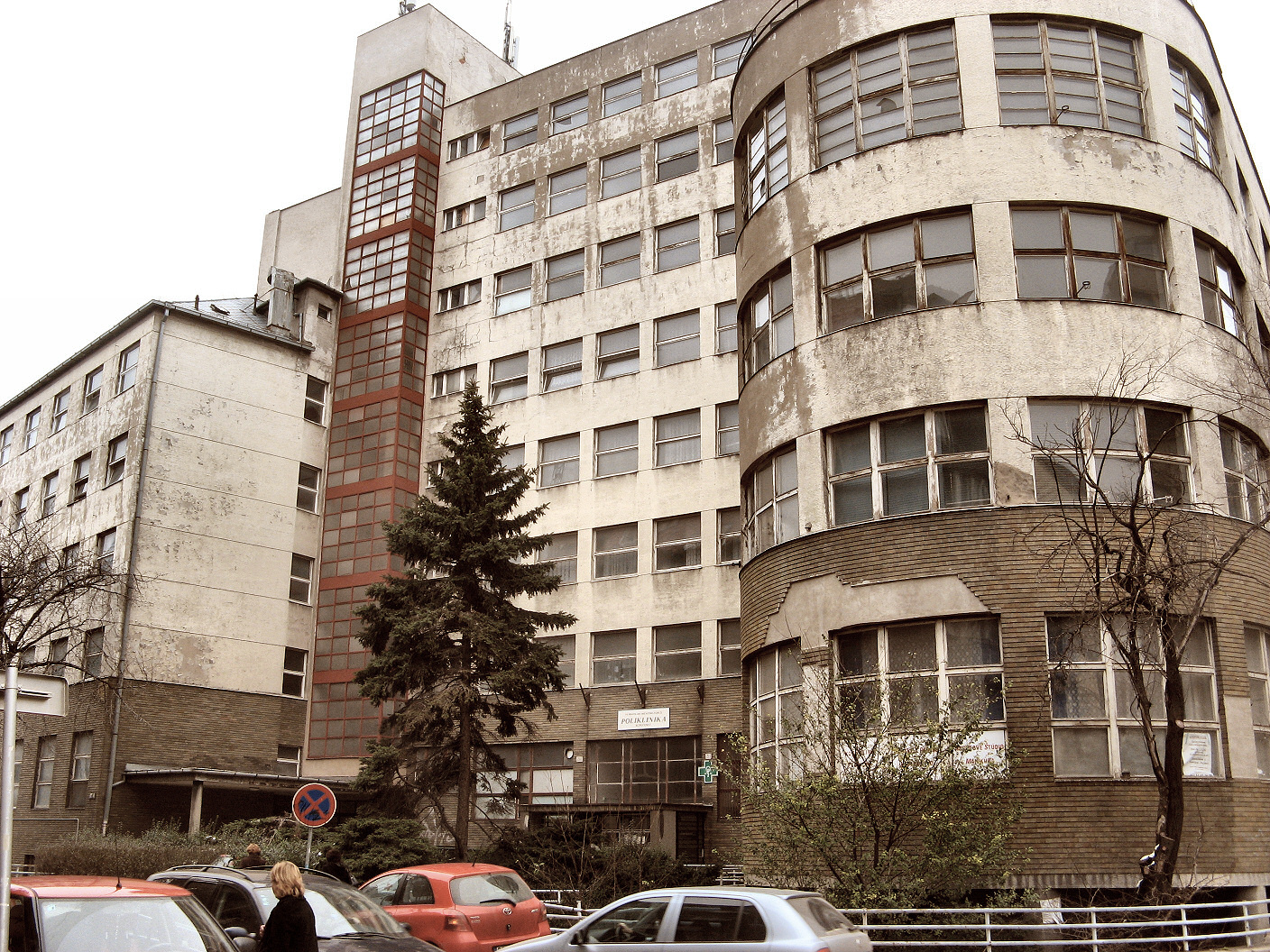
Больница и поликлиника